# Classe Neon Antonov
 (décembre 2018).
Si vous disposez d'ouvrages ou d'articles de référence ou si vous connaissez des sites web de qualité traitant du thème abordé ici, merci de compléter l'article en donnant les références utiles à sa vérifiabilité et en les liant à la section « Notes et références ».
La Classe Neon Antonov est une classe de navire de transport de marine littorale  de Russie, en service au sein des Garde-côtes de Russie.